# De Walvisch van Berkhey
De Walvisch van Berkhey is een tekening van de Haarlemse graveur Hendrick Goltzius daterend van het eind van de 16de eeuw.
Het betreft een afbeelding van een op het Hollandse strand bij het vroegere kustplaatsje Berkheide aangespoelde potvis. Het betreft een illustratie die hij maakte voor een gedrukt pamflet dat zou zijn verspreid in 1598: "De Walvisch van Berkhey. Dat is, Eene beschrijvinghe des grooten Vischs, die tot Berkhey ghestrandet is Anno 1598. den 3 Februarij".
Zowel in binnen- als buitenland genoot deze afbeelding van deze curiositeit populariteit. Goltzius' stiefzoon Jacob Matham maakte er later een kopergravure van.
Thans is deze prent te bezichtigen in Teylers Museum te Haarlem.
Vanaf de tweede helft van de 16 eeuw tot de eerste helft van de 17e eeuw was de aangespoelde walvis of potvis een geliefd onderwerp bij Nederlandse en Vlaamse kunstenaars. In die periode waren er minstens 40 strandingen van deze dieren aan de Noordzeekust. De aangespoelde dieren, die door hun omvang en relatieve onbekendheid veel indruk maakten, werden in deze periode gezien als voortekenen. De walvissen werden gekoppeld aan (negatieve of onzekere) politiek-maatschappelijke ontwikkelingen.
Opmerkelijk aan de betreffende tekening is dat Goltzius een van de vinnen van het voor hem onbekende dier kennelijk voor een oor heeft aangezien en daardoor te dicht bij het oog heeft afgebeeld. Zowel in de kunsttheorie als in de wetenschapsfilosofie is deze prent dan ook als illustratie aangehaald voor hoe een verwachtingspatroon of theoretische context de waarneming kan beïnvloeden: men ziet of meent te zien wat men verwacht te zien.